# アド・デキムムの戦い
アド・デキムムの戦い（ラテン語: Proelium ad decimum commissum, 英語: Battle of Ad Decimum）は、ヴァンダル戦争において533年9月13日に東ローマ帝国とヴァンダル王国との間で戦われた会戦である。

## 背景
530年、親ローマ外交を展開していたヴァンダル王ヒルデリックがムーア人に対する敗戦を口実として王族の一人ゲリメルによって廃位・幽閉され、ゲリメルが登位した。これを受け、東ローマ皇帝ユスティニアヌス1世はヒルデリックの復位をゲリメルに要求したが、ゲリメルは拒絶した。今度はユスティニアヌスはゲリメルの許に王位を追われたこの老人をコンスタンティノープルに送り、余生を送らせるよう求めたが、ゲリメルはこれはヴァンダル王国内部の問題であるとして拒絶した。ローマ帝国の復活を目論んでいたユスティニアヌスはこれを口実としてヴァンダル王国の征服を目論んだ。しかし、ユスティニアヌスが家臣たちにこの件を諮った時、レオ1世の時代にヴァンダル討伐戦の大失敗という前例があったためか、近衛長官のヨハネスをはじめとして反対論が巻き起こった。しかし、ユスティニアヌスは反対論を押し切って遠征軍の派遣を決意した。そして533年6月にベリサリウスを総司令官とした遠征軍がコンスタンティノープルを発った。
遠征軍は歩兵10000人と騎兵6000騎であり、500隻の船に乗せられて輸送されることになっていた。騎兵のうち正規兵は半分の3000騎で、2000騎がベリサリウスの私兵であり、600騎がフン族、400騎がヘルリ族であった。これはアフリカ征服のための軍としては少なすぎる兵力であったが、ヴァンダルの側にも弱みがあった。ヴァンダル族はローマの文明的で贅沢な生活によって往時の尚武の気風を失って惰弱になっており、その兵力は30000人程度であった。主戦力は騎兵であり、彼らは粗末な鎧を着て槍と剣を装備し、弓と投槍のような投擲兵器の使用は苦手であった。また、彼らを率いるゲリメル王は軍事的な才能も政治的な才能も乏しい感情的な人物であった。
ローマとヴァンダルとの間の戦争が確実になってきた時、ヴァンダル領のトリポリとサルディニアがヴァンダルから離反した。ゲリメルはサルディニアに対しては兄のザノン率いる5000人の軍を送ったが、トリポリは放棄した。しかし、この措置のためにゲリメルはベリサリウスはアフリカ上陸の際の足場を与えることになってしまった。
ベリサリウス率いる遠征軍は途中ヨハネスの吝嗇によるアクシデント（二度焼きすることになっていたパンを燃料代を惜しんだヨハネスは一度しか焼かなかったため、パンにカビが湧いて食中毒が起こった）があったものの順調に航海を続け、カプトウァダ（Caputvada）に上陸し、首都カルタゴを目指して進軍した。ベリサリウスは兵士に対して略奪を禁じて軍紀粛正を心がけたため、現地の人々は彼らを解放軍として迎え入れ、ベリサリウスの進軍はより容易になった。ベリサリウス上陸の報を受けたゲリメルはすぐに弟のアマタスにヒルデリックを殺させ、軍を動員して出撃し、カルタゴの南10マイルにあるアド・デキムム（Ad Decimum）という隘路で待ち伏せた。

## 戦い
ベリサリウスはアルメニア人の将軍ヨハネス率いる騎兵300騎を前衛、フン族騎兵を左翼、自身が率いる残りの騎兵をその後に続かせ、歩兵をその後に続かせるという陣形で右に船団が進む海を見ながら進軍していた。これに対し、ゲリメルはアマタスが敵の正面を拘束し、甥のギバムンド率いる2000人が敵左翼に回りこみ、自身が率いる本隊が敵の背後を突き、包囲するという作戦を立てた。
しかし、ゲリメルのこの作戦は各隊がうまく連携を取れなかったために失敗した。まずアマタスはいち早くヨハネスと遭遇するや味方の到着を待つことなく突撃し、自身で12人の敵兵を屠ったものの戦死した。アマタス部下の兵士は算を乱してカルタゴへと敗走し、ヨハネスがそれをカルタゴの門の前まで追撃した。一方ギバムンドはフン族騎兵とぶつかり、敵のおよそ3倍の兵力にもかかわらず壊滅させられた。その間ゲリメルは道に迷っており、味方の救援に赴くことができなかった。
ようやく戦場に到着したゲリメルはフン族騎兵とベリサリウスの間に割って入る位置に出てきた。ゲリメル現るとの報告を受けたベリサリウスによって送られたウリアリス率いる部隊800騎を蹴散らし、ゲリメルは近くの丘を占領した。この時すかさずベリサリウスに攻撃をしかけていれば勝利は彼のものになったかもしれなかった。しかし、ゲリメルは弟の死を知るとその場で葬式を挙げるという愚挙をし、ベリサリウスに反撃の準備のための時間を与えてしまった。部隊を集めたベリサリウスはゲリメルに攻撃を仕掛け、ゲリメルを敗走させた。そして、ゲリメルはヌミディア方面に逃げた。

## その後
夜になって歩兵部隊が到着すると、ベリサリウスはカルタゴへと進んだ。カルタゴの住民はベリサリウスに歓迎の意を表したが、警戒したベリサリウスはその晩は城外に野営した。9月15日、ベリサリウスはカルタゴに入城した。ベリサリウスは玉座に座ってゲリメルが食べていたのと同じ食事を摂り、勝利の美酒に酔ったが、すぐにカルタゴの城壁を修復して起こるかもしれない包囲戦に備えた。